# ファイユーム
ファイユーム(Faiyum)は、エジプトの都市。カイロから南西に130km離れたファイユーム・オアシスにあり、同地方最大の都市。ファイユーム県の県都である。

## 概要
ファイユーム地方はナイル川の支流のひとつが注ぎ込んでできたカルーン湖の近くにあり、肥沃な農地が広がっていたため、エジプト古王国時代から人が住み着いていた。現在のファイユームの町ができたのはエジプト中王国時代であり、当時はシェデト（ギリシア語・クロコディポリス）という名だった。中王国時代にはファイユームは墳墓の地として多数のピラミッドが作られ、現在も多数残存している。その後、プトレマイオス朝時代にはアルシノエ県（英: Arsinoe）という名で知られていた。エジプトがローマ帝国の属州に編入された紀元前後には「ミイラ肖像画」が作られるようになり、ファイユームのハワーラ (en:Hawara) とアンティノポリス (en:Antinoopolis) から多数出土している。そのためミイラ肖像画の総称として「ファイユームのミイラ肖像画」と呼ばれることもある。
現在でも肥沃な農地と豊富な水に恵まれており、その水を分配していた水車は現在でもファイユームの名物となっている。近隣で取れた綿花や小麦などの集散地となっており、また、カイロからの交通の便もよく、ナイル河谷からは鉄道も通じている。